# 明德皇后 (金朝)
明德皇后烏林荅氏（?—?），中國金朝第五任皇帝世宗完顏雍之妻，顯宗完顏允恭之母。
烏林荅氏幼時便與完顏雍訂親，兩人後來成婚，夫妻恩愛。她孝順謹慎，幫助丈夫沒有受到金熙宗、海陵王完顏亮的猜忌和迫害。完顏亮覬覦烏林荅氏的美色，召她從濟南到中都。烏林荅氏怕拒絕後會牽連到丈夫，於是奉詔前往，卻在離中都七十里的良鄉，趁使者不備，自殺身亡。
完顏雍繼位後，追冊烏林荅氏為「昭德皇后」，他感念於元配的节烈，從此不再立皇后。世宗二十九年，昭德皇后祔葬興陵。章宗在位時，大臣上奏太祖的諡號有「昭德」兩字，因此改諡烏林荅氏為「明德皇后」。

## 家庭
- 父：烏林荅石土黑
- 母：完顏氏
- 兄：烏林荅暉
- 夫：金世宗完顏雍
- 子：金顯宗完顏允恭、趙王完顏孰輦、越王完顏斜魯
- 女：豫國公主

## 延伸阅读
[在维基数据编辑]
 《金史·卷64》，出自脱脱《遼史》